# Експеримент Belle II

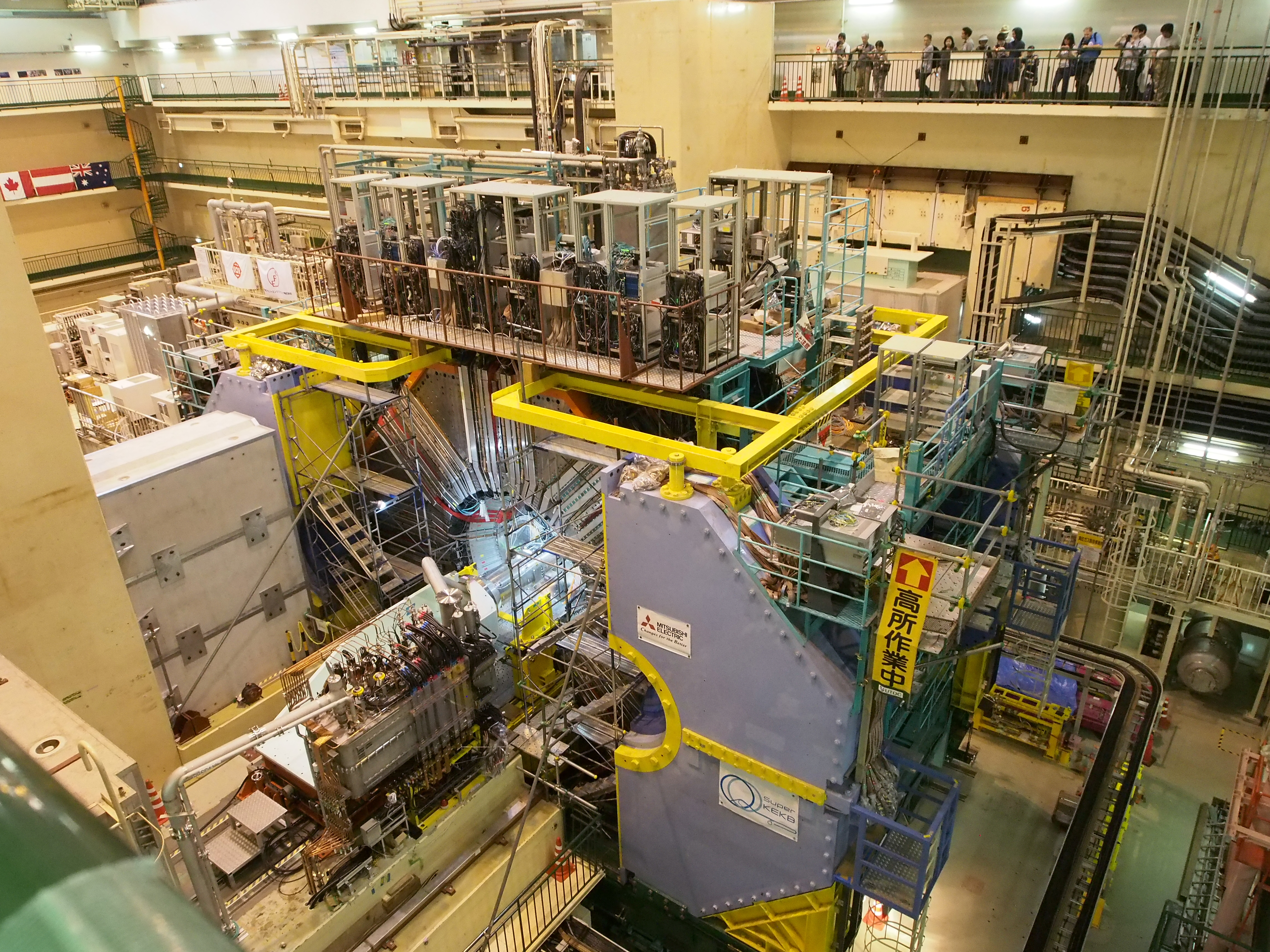
Відкритий детектор Belle II перед установкою внутрішньої трекінгової системи.

Експеримент Belle II – це експеримент з фізики елементарних частинок, призначений для вивчення властивостей B-мезонів (важких частинок, що містять b-кварк). Belle II є модернізацією експерименту Belle, що працював з 1999 по 2010 роки. Детектор Belle II розташований у прискорювальному комплексі SuperKEKB в Цукубі, префектура Ібаракі, Японія. Детектор був встановлений у квітні 2017 року та розпочав збір даних на початку 2019 року. Очікується, що за період своєї роботи Belle II збере в 50 разів більше даних, ніж його попередник. Це стане можливим в основному завдяки збільшенню в 40 разів світності колайдера.
В роботі над експериментом беруть близько тисячі науковців з 26 країн світу, в тому числі з України. 

## Наукова мета
Напрямки наукової роботи включають:
- вивчення порушення CP-інваріантності в розпадах B-мезонів, вимірювання кутів та сторін трикутника унітарності;
- вимірювання параметрів СКМ-матриці;
- дослідження інклюзивних розпадів {\displaystyle B\to X_{s}\gamma };
- вивчення напівлептонних розпадів типу {\displaystyle b\to sl^{+}l^{-}}, таких як {\displaystyle B\to Kl^{+}l^{-}} та {\displaystyle B\to K^{*}l^{+}l^{-}};
- вивчення напівлептонних розпадів з участю нейтрино;
- пошук порушень лептонної універсальності;
- дослідження чармонію та ботомонію, пошук досі не відкритих станів;
- фізика тау-лептонів;
- пошук кандидатів темної матерії за ознакою "нестачі енергії" в продуктах розпаду.

## Модернізація детектора
Значна частина оригінального детектора Belle була модернізована, щоб справлятися з вищою світністю, яку забезпечує прискорювач SuperKEKB. Центральна трекінгова система детектора (VXD) пристосована до більшого опромінення. Дві нові системи ідентифікації частинок були встановлені в передній частині (ідентифікація з допомогою аерогелевого детектора черенковського випромінювання) та в центральній частині (ідентифікація з допомогою кварцових брусків, в яких відбувається повне внутрішнє відбиття фотонів черенковського випромінювання).  Проведена заміна електроніки та сцинтиляторів в інших частинах детектора. 
Метою експерименту є набір 50 аб-1 даних на Belle II порівняно з 988 фб-1 у Belle. 

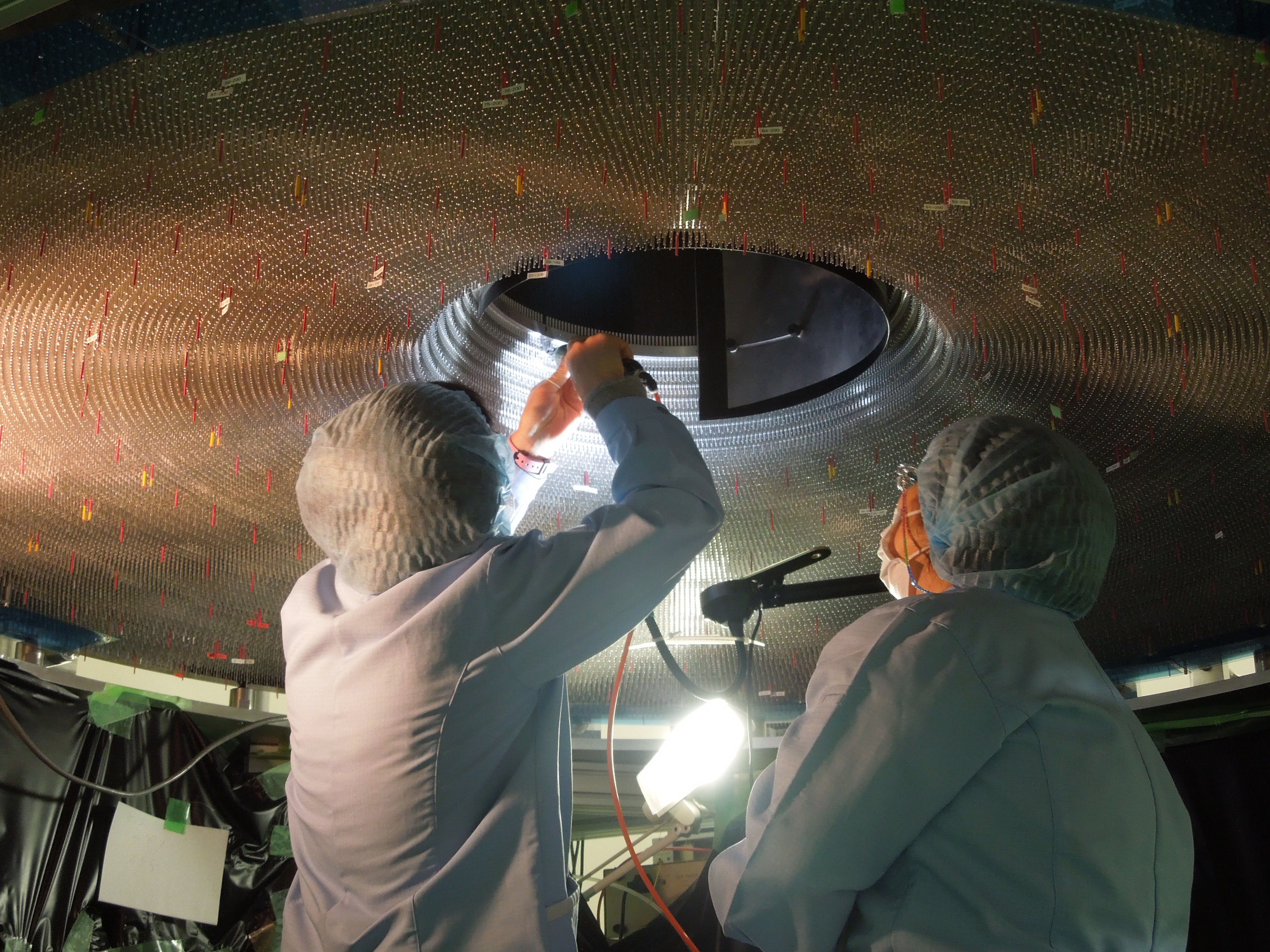
Спорудження Центральної дрейфової камери (CDC) експерименту Belle II.

## Часова шкала
Збір даних Belle II розділений на три фази: 
- Етап I – лютий-червень 2016 року: введення в експлуатацію прискорювача SuperKEKB та характеризація пучка.

- Етап II – 2018-2019 роки, детектор працював без внутрішньої трекінгової системи VXD для характеристизації фонового випромінювання у місці її майбутнього розташування. Це було необхідно для оцінки радіаційного опромінення, яке матиме цей чутливий детектор.

- Фаза III - починаючи з 2019 року: збір даних за допомогою повного детектора Belle II. Станом на 2019 рік було встановлено лише половину внутрішнього трекінгового детектора.

25 березня 2019 року зареєстровано перші зіткнення в повністю встановленому детекторі Belle II, що знаменувало початок його повноцінної роботи.

## Відмінності від експериментуLHCb
Експерименти Belle II та LHCb (детектор на ВАК) мають схожу мету та працюють, доповнюючи один одне. Головною відмінністю між ними є те, що Belle II працює за принципом "B-фабрики" на електрон-позитронному колайдері, в той час як LHCb працює на адронному колайдері при значно вищих енергіях. У разі, якщо один з двох експериментів відкриє відхилення від Стандартної моделі, другий повинен буде підтвердити ці результати.  
- LHCb (працює на енергії 13 ТеВ) має більший перетин утворення b-кварків за Belle II (енергія 10 ГеВ), що означає швидший набір даних.
- У зіткненнях LHCb утворюється велика кількість інших частинок, що створює значний фон та ускладнює роботу експерименту. В Belle II при роботі на Y(4S) резонансі утворюється лише пара B мезонів без жодних інших частинок.
- Belle II обладнаний краще для роботи з нейтральними частинками (γ, π0, K0). Завдяки своїй герметичності він також здатен визначати "нестачу енергії" в продуктах розпаду, що є типовою ознакою утворення нейтрино (яке не реєструється у детекторі).
- LHCb здатен продукувати не лише B-мезони, а і B-баріони (Λ0b, Ξ-/0b, Ω-b) та інші важкі частинки.
- Експерименти використовують різні принципи визначення аромату утвореного B мезона (англ. flavour tagging). Belle II має вищу ефективність через квантову кореляцію двох утворених мезонів в розпаді Y(4S).

## Зовнішні посилання
- Публічна вебсторінка Belle 2 [Архівовано 31 травня 2019 у Wayback Machine.]
- Вебсторінка колаборації Belle 2 [Архівовано 6 вересня 2019 у Wayback Machine.]
- Пошук нової фізики - експеримент Belle II
- Belle II на Inspire
- SuperKEKB на Inspire [Архівовано 20 січня 2020 у Wayback Machine.]